# Tours côtières de la république de Sienne
Les tours côtières de la république de Sienne ont joué un rôle défensif fondamental dans la protection de la côte de la plaine de Maremme, dans la province de Grosseto en Toscane.

## Histoire

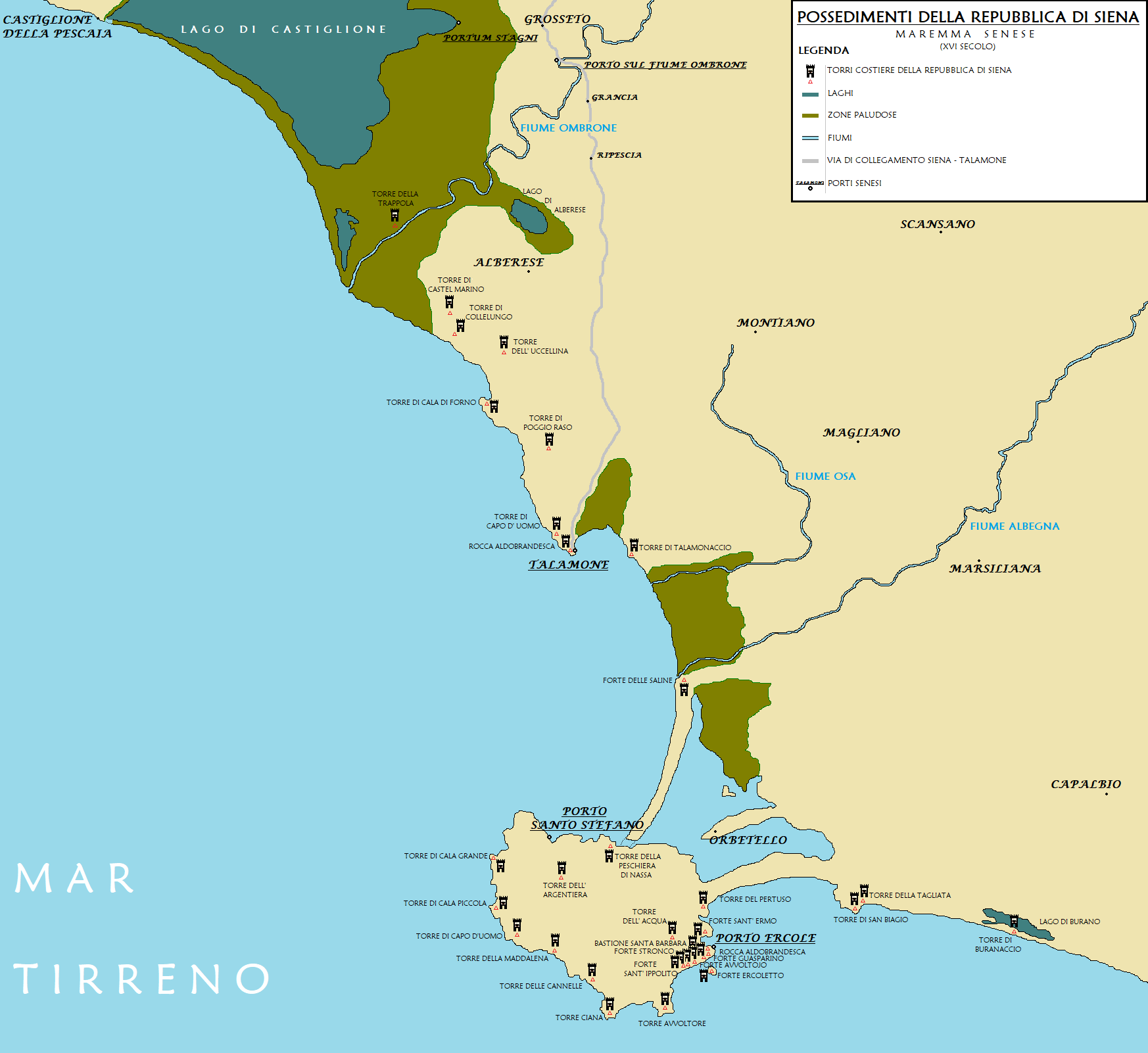
Position des tours côtières de la république de Sienne.

La république de Sienne, dans sa croissance territoriale progressive, a vu ses frontières s'étendre notamment dans les territoires de la Toscane méridionale de l'actuelle province de Grosseto. La possession d'un « débouché sur la mer » par Sienne était donc une suite naturelle de sa politique expansionniste et commerciale dans la Maremme avec la conquête des ports de Talamone en 1303, Porto Ercole et Porto Santo Stefano en 1412. Pour s'opposer aux raids fréquents des pirates, Sienne voulait se doter d'un système efficace de tours grâce à la construction de nouvelles structures militaires et en modernisant les tours les plus anciennes construites par la famille Aldobrandeschi (chef des territoires du comté de Soana et du comté de Santa Fiora), pour effectuer défensive et des fonctions offensives, ou de simples activités d'observation.
Le système de défense siennois en Maremme a atteint son apogée au milieu du XVIe siècle, lorsque de nombreux travaux militaires ont été réalisés pour mieux défendre Monte Argentario et Porto Ercole pendant la guerre de Sienne (it).
Avec la perte de l'indépendance de Sienne et la création du grand-duché de Toscane, la plupart des tours côtières qui appartenaient à la république de Sienne sont devenues une partie de l'État des Présides en 1557.

## Liste des fortifications et tours côtières
- Capalbio :
  - Tour de Buranaccio au lac de Burano
- Grosseto :
  - Tour Trappola
  - Tour de Castel Marino
  - Tour de Collelungo
  - Tour de l'Uccellina
- Magliano in Toscana :
  - Tour de Cala di Forno
- Monte Argentario :
  - Tour de la Peschiera di Nassa
  - Tour de l'Argentiera
  - Tour de Cala Grande
  - Tour de Cala Piccola
  - Tour de Capo d'Uomo
  - Tour de la Maddalena
  - Tour Cannelle
  - Tour Ciana
  - Tour Avvoltore
  - Torre dell'Acqua près de Porto Ercole
  - Forteresse aldobrandesque de Porto Ercole
  - Bastion de Santa Barbara de Porto Ercole
- Orbetello :
  - Forteresse aldobrandesque de Talamone
  - Tour de Poggio Raso près de Talamone
  - Tour de Capo d'Uomo près de Talamone
  - Tour de Talamonaccio
  - Fort des Salines à Albinia
  - Tour de San Pancrazio à Ansedonia
  - Tour de San Biagio à Ansedonia
  - Tour de la Tagliata

## Fortifications et tours côtières perdues
- Tour Pertuso à Monte Argentario
- Fort Avvoltojo à Porto Ercole
- Fort Sant'Ermo à Porto Ercole
- Fort Stronco à Porto Ercole
- Fort Ercoletto à Porto Ercole
- Fort Guasparino à Porto Ercole
- Fort Sant'Ippolito à Porto Ercole

### Sources de traduction
- (it) Cet article est partiellement ou en totalité issu de l’article de Wikipédia en italien intitulé « Torri costiere della Repubblica di Siena » (voir la liste des auteurs).